# Dyscia variegata
Dyscia variegata är en fjärilsart som beskrevs av Leo Schwingenschuss. Dyscia variegata ingår i släktet Dyscia och familjen mätare. Inga underarter finns listade i Catalogue of Life.